# Gyndesoides dispar
Genre
Synonymes
- Klobinia Mello-Leitão, 1936

Espèce
Synonymes
- Klobinia infuscata Mello-Leitão, 1936

Gyndesoides dispar, unique représentant du genre Gyndesoides, est une espèce d'opilions laniatores de la famille des Gonyleptidae.

## Distribution
Cette espèce est endémique du Brésil. Elle se rencontre dans les États du Paraná et de São Paulo.

## Description
Le mâle syntype mesure 4 mm et la femelle syntype 4 mm.

## Publication originale
- Mello-Leitão, 1933 : « Novos Gonyléptidae do Brasil Meridional. » Archivos da Escola de Agricutura e Medicina Veterinária, vol. 10, p. 133–151.